# 일렉트로어쿠스틱 음악
일렉트로어쿠스틱 음악(영어: Electroacoustic music)는 서양의 대중 및 예술 음악으로 작곡가들이 음향 악기에 잔향이나 하모나이저 같은 오디오 시그널 프로세싱하여 음향의 음색을 조작하는 기술을 사용하는 것이다. 전자 음악이 음악 창작에 사용되기 시작한 20세기 중반부터 나타나기 시작하였다. 초기의 일렉트로어쿠스틱 음악의 발전은 구체 음악의 본거지인 파리, 독일만의 전자 음악인 엘렉트로니셰 무지크가 있던 쾰른, 테이프 음악, 전자 음악, 컴퓨터 음악이 모두 연구되던 뉴욕 등에서 이루어졌다. 실용적인 전자 음악악기들은 20세기 초에 나타나기 시작했다.

## 테이프 음악
테이프 음악은 테이프 레코더를 음악의 중심으로 사용하는 구체 음악의 필수적인 부분으로, 미리 녹음된 음의 조각이나 편집 및 재생 속도 조작같은 기술로 변형하고 조작할 수 있는 루프를 만들어낼 수 있었다. 할림 엘답이 테이프 음악의 가장 초기의 음악으로 꼽히고 있다. 1994년 이집트의 카이로에서 발표된 엘답은 《The Expression of Zaar》는 같은 기간 동안 파리에서 만들어진 것과 비슷한 구체 음악의 기술을 사용한 초기의 작품이다. 엘답은 이후 1959년 컬럼비아-프린스턴 일렉트로닉 뮤직 센터에서 만든 《Leiyla and the Poet》으로 더 유명해지게 된다.

## 유명한 작품
- 밀턴 배빗 – Philomel (1964)
- 루치아노 베리오 – Thema (Omaggio a Joyce) (1958–59)
- 요하나 바이어 – Music of the Spheres (1938)
- 콘라드 뵈머 – Aspekt (1964–66), Apocalipsis cum figuris (1984)
- 피에르 불레즈 – Répons (1981–84)
- 존 케이지 – Imaginary Landscape No. 1 (1939)
- 마리오 다비도브스키 – Synchronisms No. 6 for Piano and Electronic Sound (1970)
- 할림 엘답 – Leiyla and the Poet (1961)
- 카럴 후이바르츠 – Nummer 5 met zuivere tonen (1953)
- 팀 헤커 – Virgins (2013)
- 장미셸 자르 – Deserted Palace (1972)
- 필 클라인 – Unsilent Night (1992), for cassettes in boomboxes
- 고트프리트 미하엘 쾨니히 – Project 1 (1964), Project 2 (1966)
- 알빈 루셔 – I Am Sitting in a Room (1969)
- 이보 말렉 – Triola, ou Symphonie pour moi-même (1977–78)
- 루이지 노노 – La fabbrica illuminata (1964), A floresta é jovem e cheia de vida (1966), Contrappunto dialettico alla mente (1968), Como una ola de fuerza y luz (1971–72)
- 폴린 올리베로스 – Sonic Meditations, "Teach Yourself to Fly" (1961)
- 엘스 마리 파드 – Symphonie Magnétophonique (1958)
- 앙리 푸세르 – Scambi (1957), Trois Visages de Liège (1961), Paraboles-Mix (1972), Seize Paysages planétairesl (2000)
- 스티브 라이히 – Pendulum Music (1968), for microphones, amplifiers, speakers and performers
- 피에르 셰페르 – Cinq études de bruits (1948)
- 카를하인 슈톡하우젠 – Gesang der Jünglinge (1955–56), Kontakte (1958–60), Mixtur (1964), Mikrophonie I & II (1964 and 1965), Telemusik (1966), Hymnen (1966–67), Oktophonie (1991), Cosmic Pulses (2006–2007)
- 제임스 테니 – For Ann (rising) (1969)
- 에드가르 바레즈 – Poème électronique (1958)
- 찰스 워리넌 – Time's Encomium (1969)
- 이안니스 크세나키스 – Persepolis (1971)

## 같이 보기
- 컴퓨터 음악
- 디지털 신호 처리
- 실험 음악
- 녹음과 재생

### 참고 자료
- (영어) Anon.a. Avant-Garde » Modern Composition » Tape Music - 올뮤직. 2022년 5월 25일에 확인.
- (영어) Anon.b. Electro-Acoustic: Overview - 올뮤직. 2022년 5월 25일에 확인.
- Holmes, Thom. 2008. "Early Synthesizers and Experimenters". In his Electronic and Experimental Music: Technology, Music, and Culture, third edition. New York: Routledge. ISBN 978-0-415-95781-6 (cloth); ISBN 978-0-415-95782-3 (pbk), (accessed 4 June 2011).